# Erora quaderna
Erora quaderna is een vlinder uit de familie van de Lycaenidae. De wetenschappelijke naam van de soort werd als Thecla quaderna in 1868 gepubliceerd door William Chapman Hewitson.

## Synoniemen
- Thecla attalion Godman & Salvin, 1887
- Erora caudata Miller, 1980